# Gymnázium Matyáše Lercha
Gymnázium Matyáše Lercha, Brno, Žižkova 55 je příspěvková organizace zřizovaná Jihomoravským krajem, vykonávající činnost gymnázia a školní jídelny, se sídlem v ulici Žižkova v Brně.
Škola poskytuje vzdělání v oborech gymnázium čtyřleté, šestileté a osmileté, z nichž gymnázium šestileté je oborem s výukou vybraných předmětů v jazyce francouzském a osmileté je oborem s rozšířenou výukou německého jazyka. Oba obory jsou zakončeny zkouškou na úrovni C1 (DELF a DSD II.) dle Evropského referenčního rámce. Ve školním roce 2021/2022 gymnázium navštěvovalo 871 žáků. Ředitelem školy je od srpna 2024 Petr Sadovský.
V průzkumu pro přílohu Víkend Hospodářských novin dne 15. dubna 2011 byla škola zařazena do skupiny elitních středních škol ČR.

## Název školy
Škola je pojmenována po slavném českém matematikovi Matyáši Lerchovi, který v Brně dlouhá léta působil jako profesor na místním Vysokém učení technickém. Škola původně sídlila na adrese Lerchova 63, ale tato budova byla v 90. letech vrácena církvi, a proto byl vybudován nový areál na ulici Žižkova. Škola se však hlásí i k odkazu Matyáše Lercha jako vynikajícího matematika, představitele vědy, kterou gymnázium podporuje.

## Aktivity a úspěchy
V rámci šetření České školní inspekce, které se týkalo matematické, čtenářské a přírodovědné gramotnosti – PISA 2022, do kterého bylo v České republice zapojeno 10 700 žáků ze 430 základních a středních škol, se jak v matematické, tak i v čtenářské gramotnosti gymnázium umístilo mezi 60 víceletými gymnázii v ČR na třetím místě. V rámci přírodovědné gramotnosti se (opět mezi 60 víceletými gymnázii v ČR) umístilo na místě prvním.
Gymnázium je partnerskou školou Masarykovy univerzity, v rámci 3D tisku spolupracuje také například se společností YSoft. Dále je partnerem přípravných kurzů a testů společnosti Scio a místem konání NSZ, v roce 2009 byla místem finálového kola mistrovství ČR v piškvorkách.
Studenti se pravidelně a úspěšně účastní řady přírodovědných, humanitních i sportovních akcí a soutěží. Na gymnáziu působí, mimo jiných, oceňovaný pedagog PhDr. Stanislav Zajíček, finalista Global Teacher Prize CZ 2023.
Gymnázium Matyáše Lercha v rámci výuky cizích jazyků pravidelně navštěvují delegace zahraničních zemí a v také rámci mezinárodní studentské spolupráce je partnerskou školou:
- Rodillian School v Leedsu
- Gymnázia Oberursel poblíž Frankfurtu nad Mohanem
- Markgraf-Georg-Friedrich Gymnázia v Kulmbachu
- Gymnázia Ferdinanda Porscheho ve Stuttgartu
- střední školy v Dijonu a Lille

## Historie
Škola zahájila činnost ve školním roce 1961/1962 s 13 třídami a 508 žáky. Až do roku 1996/1997, v němž škola přešla do nově zbudovaného komplexu v ulici Žižkově, sídlila v ulici Lerchově; tamní objekt byl restituován a slouží Cyrilometodějskému gymnáziu a střední odborné škole pedagogické.
Stavba nové budovy školy v Žižkově ulici byla předána k užívání v roce 1996. V roce 2001 byla zprovozněna nová sportovní hala sloužící gymnáziu jako tělocvična a místo na pořádání sportovních soutěží.
S gymnáziem je spjata kauza odvolání ředitele Petra Kovače rozhodnutím Rady Jihomoravského kraje ze dne 29. října 2009. Rozhodnutí se setkalo s protesty studentů a přátel školy. V novém výběrovém řízení v březnu 2010 byl krajskou radou jmenován staronový ředitel Petr Kovač, ten působil jako ředitel pak až do konce července roku 2024.

## Seznam ředitelů gymnázia
- Božena Kostrhunová (září 1961 až srpen 1970)
- Zdeněk Krejčí (září 1970 až srpen 1971)
- Martin Knecht (září 1971 až únor 1974)
- Oldřich Janhuba (březen 1974 až srpen 1974)
- Zdeněk Krejčí (září 1974 až srpen 1983)
- Zdenka Dobřická (září 1983 až srpen 1990)
- Petr Kovač (listopad 1990 až červenec 2024)[2]
- Petr Sadovský (od srpna 2024)

## Známí absolventi
- Veronika Boleslavová – moderátorka České televize
- Barbora Černošková – moderátorka České televize
- Martin Dohnal – klavírista, skladatel, herec, dramaturg
- Alžběta Dufková – olympionička a reprezentantka v synchronizovaném plavání
- Karel Hanika – motocyklový závodník
- Aleš Chmelař – stálý představitel ČR při OECD, ekonom a diplomat
- Alexander Choupenitch – šermíř, olympijský medailista TOKIO 2020
- Jiří Kadeřávek – zakladatel České pirátské strany
- Anna Kareninová – překladatelka a spisovatelka
- Miroslava Topinková Knapková – olympijská vítězka ve veslování 2012
- Tomáš Knoz – historik a vysokoškolský pedagog, proděkan FF MU
- Rom Kostřica – lékař, vysokoškolský pedagog, politik
- Daniel Křetínský – podnikatel
- Jan Křetínský – vysokoškolský profesor
- Ondřej Kyas – hudebník a básník, člen skupiny Květy
- Jan Lata – právník, bývalý prezident Unie státních zástupců
- Jan Letocha – politik, bývalý starosta Kyjova
- Jiří Lev – architekt působící v Austrálii
- Irena Matonohová – politička, podnikatelka a právnička
- Jiří Mihola – politik a historik
- Alžběta Michalová – básnířka a dramaturgyně
- Adam Ondra – sportovní lezec
- Petr Pelčák – architekt
- David Pokorný – politik a fyzik, lídr hnutí Fakt Brno
- Martin Přibáň – politik, bývalý poslanec
- Michal Přibáň – literární historik a spisovatel
- Jiří Raclavský – logik, filozof, vysokoškolský pedagog
- Hana Robinson – hudebnice
- Kateřina Ronovská – ústavní soudkyně, právnička, vysokoškolská pedagožka
- Tomáš Sagher – divadelní herec
- Klára Samková – advokátka a politička
- Robin Schenk – skladatel, herec, hudebník
- Jiří Staněk – básník a spisovatel
- Petr Starec – bývalý krasobruslař, trenér a vysokoškolský pedagog
- Kateřina Šimáčková – soudkyně Evropského soudu pro lidská práva, bývalá ústavní soudkyně
- Jakub Špalek – herec a režisér, zakladatel divadelního spolku Kašpar
- Jeroným Tejc – sociálnědemokratický politik
- Jiří Vondrák – dokumentarista, režisér, hudebník, spisovatel
- Helena Vyvozilová – hudebnice
- Jakub Zindulka – herec